# Madonna col Bambino tra san Sebastiano e santa Caterina d'Alessandria
La Madonna col Bambino tra san Sebastiano e santa Caterina d'Alessandria  (en français : Vierge à l'Enfant entre les saints Sébastien et Catherine d'Alexandrie) est une peinture a tempera et or sur panneau de bois de 72,5 × 49,7 cm, qui peut être datée vers 1485, réalisée par Neroccio di Bartolomeo de' Landi, et conservée au Christian Museum (Esztergom).

## Description
La Vierge apparaît de trois quarts devant un ciel bleu légèrement nuageux : sa figure remplit entièrement le premier plan. Comme cela arrive souvent dans les compositions de madones de Neroccio, elle est assise sur un faldistoire en biais par rapport au plan pictural. Son manteau est attaché par une broche et tombe librement dans un grand pli qui encadre les jambes de l'Enfant. Celui-ci est allongé sur les genoux de sa mère et la regarde tandis qu'Il touche des deux mains sa main gauche. 
Les deux saints situés derrière la Vierge sont éclairés comme s'ils occupaient un espace indépendant. Sébastien regarde directement le spectateur avec ses lèvres légèrement entrouvertes, et soulève son attribut, la flèche, avec un geste élégant. À sa gauche, il tient la couronne du martyre, son attribut fréquent dans la peinture siennoise du Quattrocento. Contrairement à Sébastien conscient de lui-même, Catherine semble perdue dans ses pensées, selon un schéma de contraste souvent utilisé par Neroccio. Elle détient également ses attributs : un fragment de la roue à pointes dans sa main gauche et la  palme, caractérisant les martyrs, dans sa main droite. Ce dernier s'intégrant difficilement dans la composition.
Selon Dóra Sallay, le visage de la Vierge serait issu du même dessin que celui de la Madonna col Bambino tra san Paolo e santa Maddalena de la collection Salini de Sienne, et de la Madonna col Bambino tra san Pietro e san Paolo du musée Städel (Francfort-sur-le-Main), de la même période.

Détail des visages
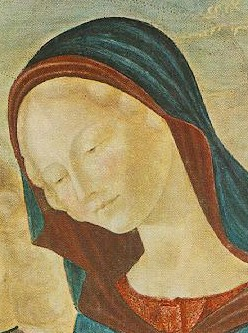
Exemplaire du Christian Museum, Esztergom,
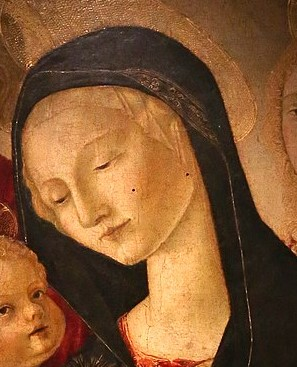
de la collection Salini...
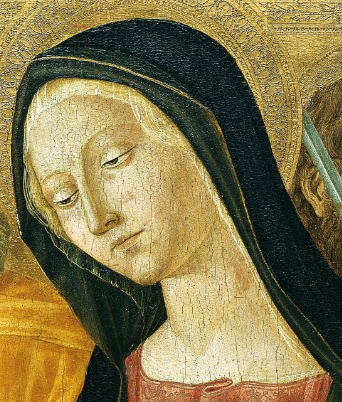
et du musée Städel.

## État de conservation
La peinture est en partie repeinte et a beaucoup souffert d'un nettoyage agressif qui a enlevé une grande partie des tons clairs.

## Sources
- (en) Gertrude Coor, Neroccio de' Landi 1447-1500, Princeton, New Jersey, Princeton University Press, 1961, 235 p., 30 x 23 cmReproduction de la Madonna col Bambino tra san Sebastiano e santa Caterina d'Alessandria dans le catalogue.
- (it) Francesco Danieli, La Freccia e la Palma : San Sebastiano tra storia e pittura con 100 capolavori dell'arte, Rome, Edizioni Universitarie Romane, 2007, 160 p., 20,8 x 15 cmReproduction de la Madonna col Bambino tra san Sebastiano e santa Caterina d'Alessandria  (figure no 12/b), page 118.
- (en) Dóra Sallay, Early Sienese Paintings in Hungarian Collections, 1420-1520, thèse de doctorat présentée et soutenue à la Université d'Europe centrale de Budapest, 2008, 412 p. Reproduction de la Madonna col Bambino tra san Sebastiano e santa Caterina d'Alessandria (figures nos 17/1-10), décrite p. 245-249.